# HD196414
HD196414 — хімічно пекулярна зоря спектрального класу A3, що має видиму зоряну величину в смузі V приблизно  9,1.
Вона  розташована на відстані близько 610,8 світлових років від Сонця.